# Sonate K. 194
La sonate K. 194 (F.146/L.28) en fa majeur est une œuvre pour clavier du compositeur italien Domenico Scarlatti.

## Présentation
La sonate K. 194 en fa majeur, notée Andante, forme une paire avec la sonate suivante de même tonalité. Avec son écriture transparente à deux voix, elle sonne très italienne, bien que certains gestes quasi espagnols soient présents dans la seconde moitié et révèlent les influences ibériques.

## Manuscrits
Le manuscrit principal est le numéro 23 du volume II (Ms. 9773) de Venise (1753), copié pour Maria Barbara ; l'autre est Parme IV 18 (Ms. A. G. 31409).

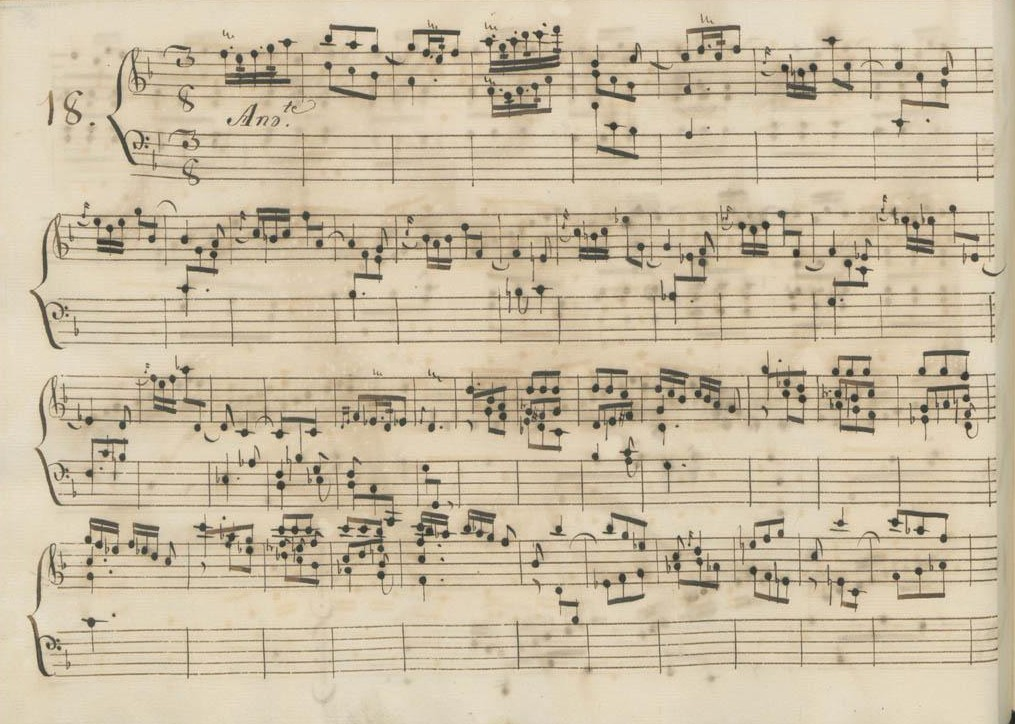
Parme IV 18.
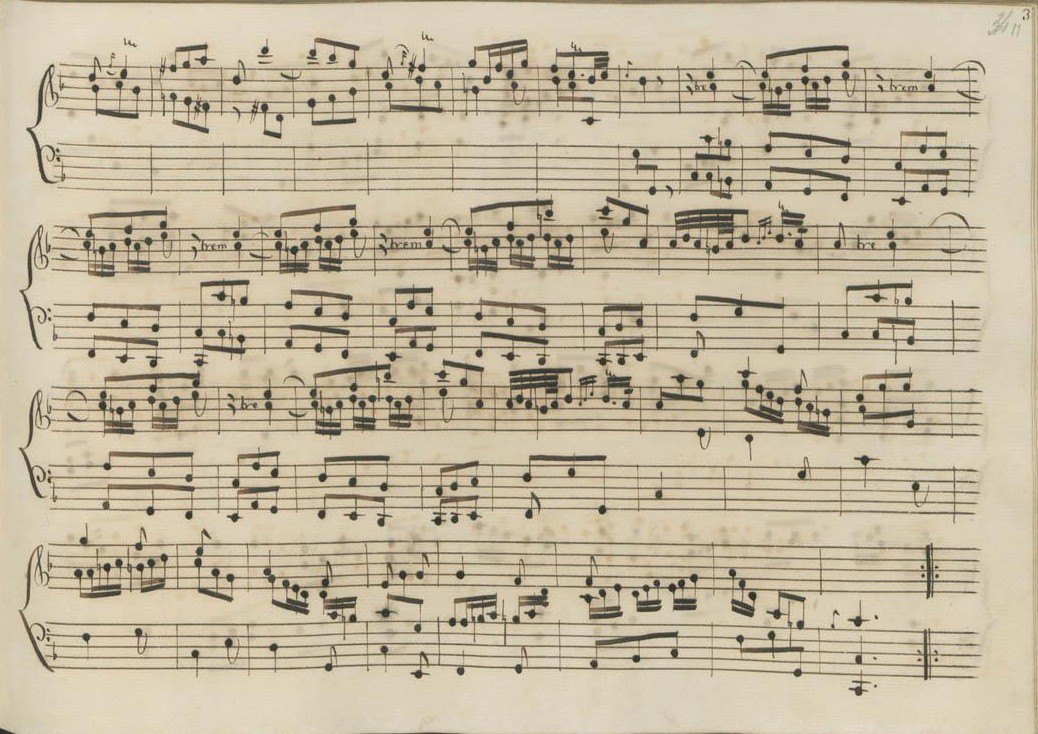
Parme IV 18 (fin de la première section).
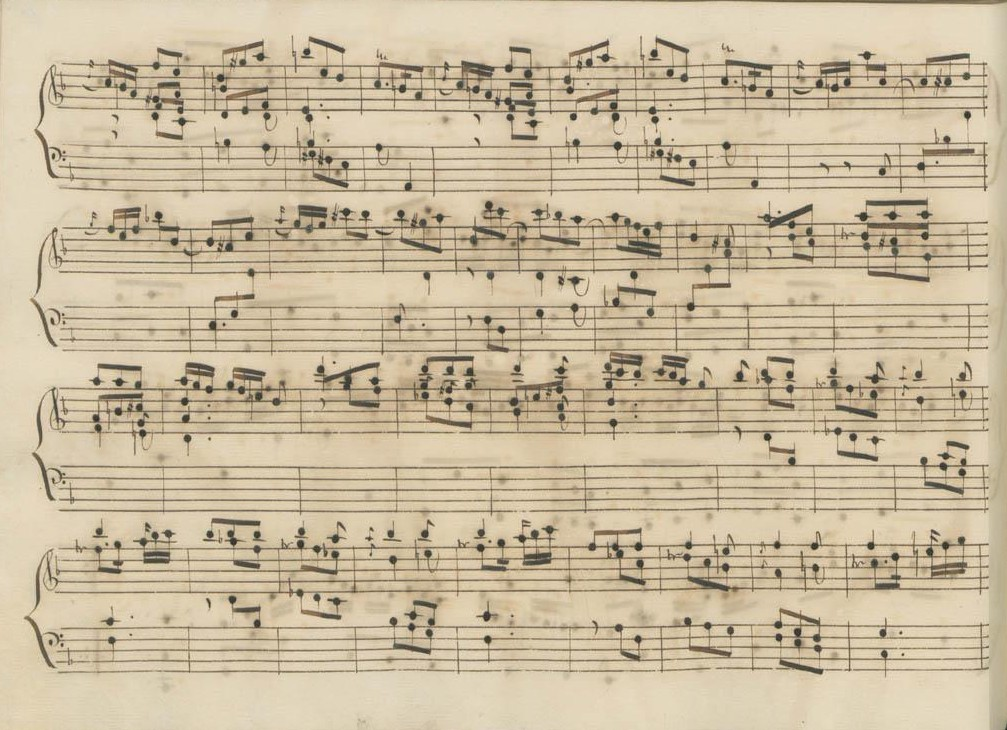
Parme IV 18 (début de la seconde section).
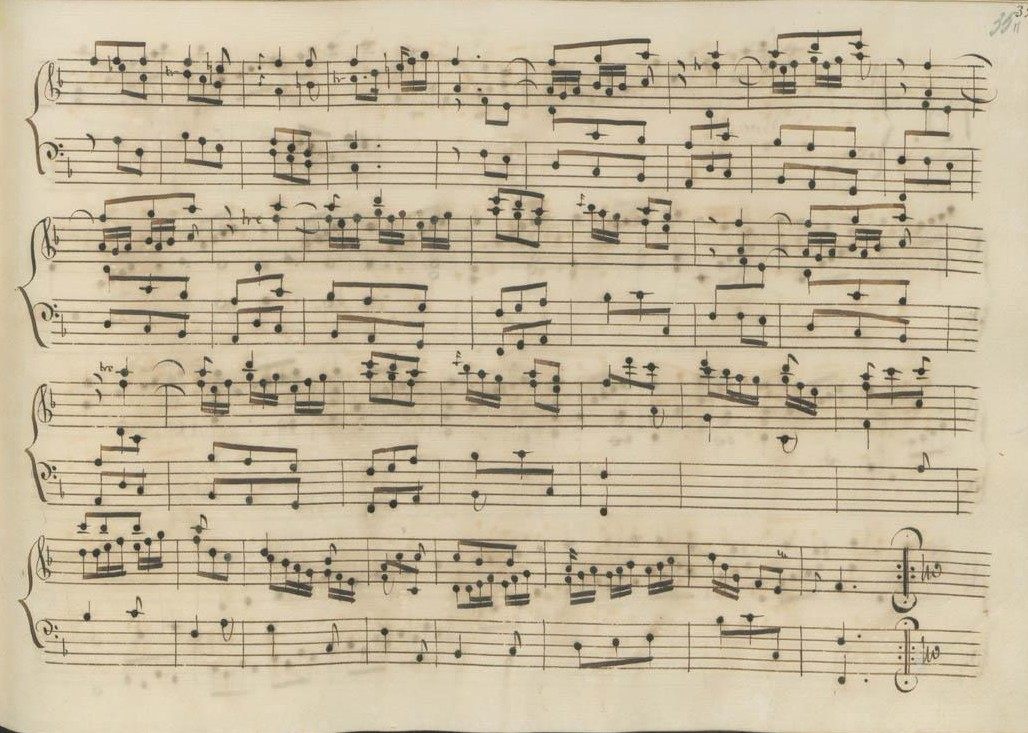
Parme IV 18 (fin de la sonate).
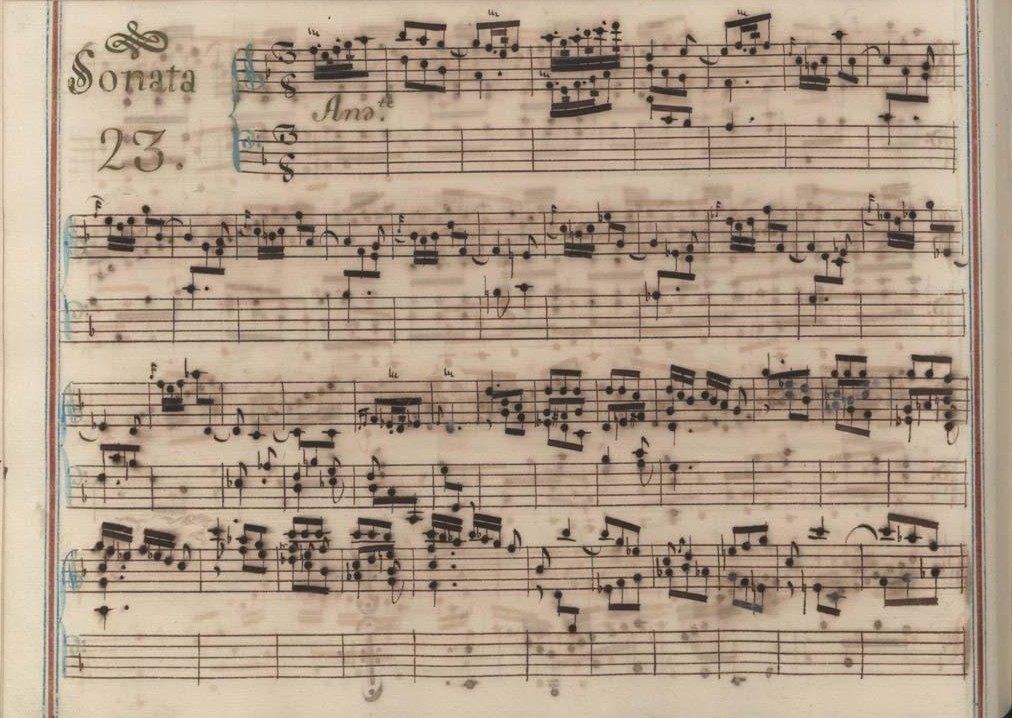
Venise II 23.
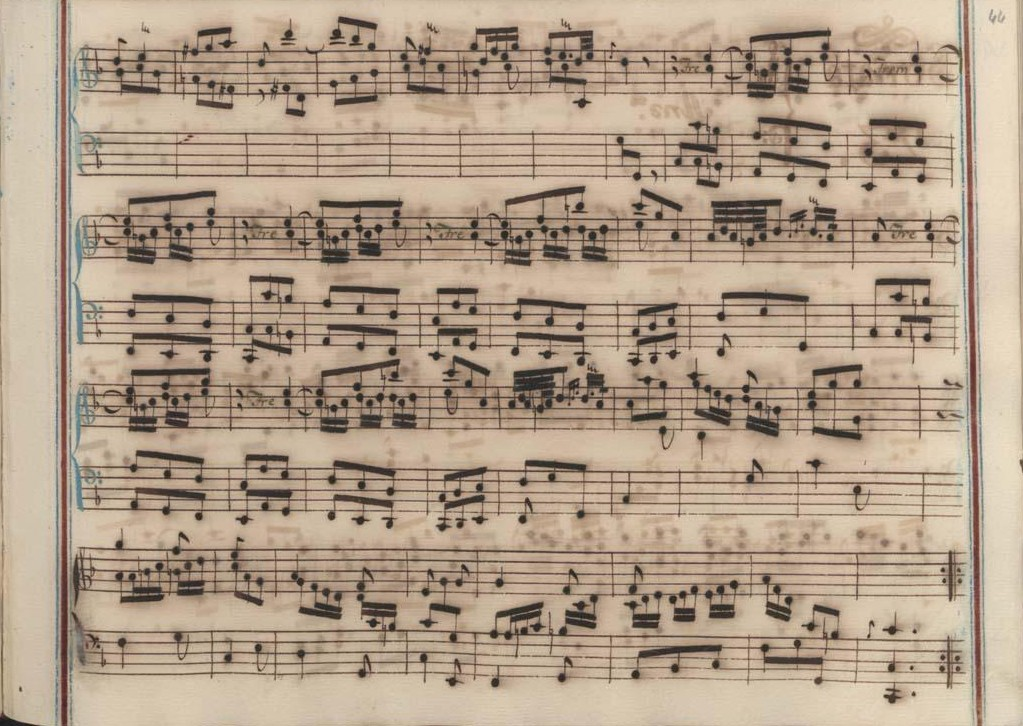
Venise II 23 (fin de la première section).

## Interprètes
La sonate K. 194 est défendue au piano notamment par Carlo Grante (2009, Music & Arts, vol. 2) et Soyeon Lee (2017, Naxos, vol. 21) ; au clavecin par Scott Ross (1985, Erato), Richard Lester (2001, Nimbus, vol. 1) et Pieter-Jan Belder (Brilliant Classics, vol. 5).

## Sources
: document utilisé comme source pour la rédaction de cet article.
- Ralph Kirkpatrick (trad. de l'anglais par Dennis Collins), Domenico Scarlatti, Paris, Lattès, coll. « Musique et Musiciens », 1982 (1re éd. 1953 (en)), 493 p. (ISBN 978-2-7096-0118-4, OCLC 954954205, BNF 34689181).
- Alain de Chambure, « Domenico Scarlatti : Intégrale des sonates — Scott Ross », Erato (2564-62092-2), 1985 (OCLC 891183737) .
- (en) Carlo Grante, « Domenico Scarlatti, intégrale des sonates pour clavier (vol. 2) », Music & Arts (CD-1291), 2009 (OCLC 840087257) .